# Мартін Кре
Мартін Кре (нім. Martin Kree, нар. 27 січня 1965, Верль) — німецький футболіст, що грав на позиції захисника.
Виступав за клуби «Бохум», «Баєр 04» та «Боруссія» (Дортмунд), а також молодіжну збірну Німеччини.
Дворазовий чемпіон Німеччини. Володар Кубка Німеччини. Переможець Ліги чемпіонів УЄФА. Володар Міжконтинентального кубка. 

## Клубна кар'єра
У дорослому футболі дебютував 1983 року виступами за команду клубу «Бохум», в якій провів шість сезонів, взявши участь у 164 матчах чемпіонату. Більшість часу, проведеного у складі «Бохума», був основним гравцем захисту команди.
Своєю грою за цю команду привернув увагу представників тренерського штабу клубу «Баєр 04», до складу якого приєднався 1989 року. Відіграв за команду з Леверкузена наступні п'ять сезонів своєї ігрової кар'єри. Граючи у складі «Баєра» також здебільшого виходив на поле в основному складі команди. За цей час виборов титул володаря Кубка Німеччини.
У 1994 році перейшов до клубу «Боруссія» (Дортмунд), за який відіграв 4 сезони. Тренерським штабом нового клубу також розглядався як гравець «основи». За цей час додав до переліку своїх трофеїв два титули чемпіона Німеччини, ставав переможцем Ліги чемпіонів УЄФА, володарем Міжконтинентального кубка. Завершив професійну кар'єру футболіста виступами за команду «Боруссія» (Дортмунд) у 1998 році.

## Виступи за збірну
Протягом 1984–1985 років залучався до складу молодіжної збірної Німеччини. На молодіжному рівні зіграв у 5 офіційних матчах.

## Титули і досягнення
- Чемпіон Німеччини (2):

«Боруссія» (Дортмунд): 1994–95, 1995–96
- Володар Кубка Німеччини (1):

«Баєр 04»:  1992–93
- Володар Суперкубка Німеччини (2):

«Боруссія» (Дортмунд): 1995, 1996
- Переможець Ліги чемпіонів УЄФА (1):

«Боруссія» (Дортмунд): 1996–97
- Володар Міжконтинентального кубка (1):

«Боруссія» (Дортмунд): 1997